# Ідеальний чоловік (п'єса)
«Ідеальний чоловік» — комедійна п'єса ірландського письменника Оскара Вайлда, написана 1895 року, дії якої обертаються навколо шантажу і політичної корупції, зачіпають теми суспільної та приватної чесності. Події відбуваються в Лондоні, в «сьогоденні» (період написання твору) протягом двадцяти чотирьох годин. "Рано чи пізно, " — відзначає Уайльд, — «нам доведеться розплатитися за наші вчинки.» Але додає: «Не варто судити людину тільки за її минулим».

## Історія написання
Оскар Уайльд почав писати твір улітку 1893 року і завершив його взимку того ж року, уже звикнувши на цьому етапі своєї кар'єри до письменницького визнання. Спочатку автор надіслав п'єсу в Garrick Theatre — та отримав відмову. Наступна спроба в Haymarket Theatre була успішнішою: твір було прийнято — і він приніс успіх та популярність тому театру. Після прем'єри 3 січня 1895 року відбулося 124 спектаклі за цією п'єсою. У квітні того ж року, Уайльд був заарештований за «брутальну непристойність»: його ім'я зникло з афіш п'єси. А вже 6 квітня, незабаром після його арешту, п'єса «переїхала» до Criterion Theatre, де проходила 13-27 квітня. П'єсу було опубліковано в 1899 році — та авторство Уайльда замовчувалося: ця опублікована версія дещо відрізнялася від театральної, оскільки Уайльд додав багато нових уривків і скоротив існуючі.

## Дійові особи
- Граф Кавершем, кавалер ордена Підв'язки.
- Лорд Артур Ґорінґ, його син.
- Сер Роберт Чілтерн, баронет, товариш міністра закордонних справ.
- Віконт де Нанжак, аташе французького посольства в Лондоні.
- Містер Монтфорд, секретар сера Роберта Чілтерна.
- Мейсон, дворецький сера Роберта Чілтерна.
- Фіппс, дворецький Лорда .
- Джеймс, лакей Чілтернів.
- Гарольд, лакей Чілтернів.
- Леді Чілтерн, дружина сера Роберта Чілтерна.
- Леді Маркбі, подруга Чілтернів.
- Графиня Безілдон, подруга Чілтернів.
- Місіс Марчмонт, подруга Чілтернів.
- Міс Мейбл Чілтерн, сестра сера Роберта Чілтерна.
- Місіс Чівлі, шантажистка, колишня однокласниця леді Чілтерн.

## Фабула
Дія п'єси розгортається під час званого обіду в будинку сера Роберта Чілтерна в модному лондонському районі Grosvenor Square. Сер Роберт, поважний учасник Палати Громад, і його дружина, леді Чілтерн, приймають гостей, серед яких лорд Ґорінґ (денді, холостяк, близький друг подружжя Чілтерн), сестра Роберта Мейбл Чілтерн та інші шляхетні гості. Під час вечірки місіс Чівлі, ворог леді Чілтерн зі шкільних років, шантажує сера Роберта його участю в шахрайській схемі при будівництві каналу в Арґентині. Ймовірно, покійний наставник і коханець місіс Чівлі, барон Арнхейм, переконав сера Роберта багато років тому продати йому державну таємницю (в результаті Арнхейм купив акції Суецького каналу за три дні до того, коли це планував зробити британський уряд). Сер Роберт «заробив» тоді цілий статок з незаконної оборудки і пані Чівлі мала цьому доказ — лист.
Побоюючись руйнування кар'єри та шлюбу, сер Роберт підпорядковується її вимогам. Коли місіс Чівлі натяками повідомляє леді Чілтерн про деякі подробиці шантажу, та, будучи людиною зі стійкими моральними засадами і не здогадуючись про минуле її чоловіка та причину шантажу, наполягає, щоб сер Роберт відмовився від своєї обіцянки. Для леді Чілтерн їхній шлюб ґрунтується на понятті «ідеальний чоловік» — зразковий чоловік у шлюбі, з яким вона зможе бути партнерами як у приватному, так і в суспільному житті; рішення сера Роберта повинні бути бездоганними. В кінці першої дії Мейбл і лорд Ґорінґ знаходять діамантову брошку, що той подарував комусь багато років тому. Ґорінґ забирає брошку і просить Мейбл повідомити йому, якщо хтось питатиме про неї.

У другому акті (в будинку сера Роберта) лорд Ґорінґ закликає сера Роберта не піддаватися на шантаж місіс Чівлі і розказати дружині приховану правду. Він також зізнається, що колись був заручений з місіс Чівлі. Після закінчення розмови з сером Робертом, Ґорінґ фліртує з Мейбл. Потім у розмові наодинці закликає леді Чілтерн бути гнучкішою в питаннях моральності і більш поблажливою до чоловіка. Одразу ж після того, як Ґорінґ йде з будинку, несподівано з'являється місіс Чівлі в пошуках брошки. Обурена відмовою сера Роберта від виконання її умов, місіс Чівлі випереджує його та розповідає леді Чілтерн про шахрайство. Дружина відмовляється пробачити та зрозуміти свого чоловіка.
У третьому акті (дім Ґорінґа) лорд Ґорінґ отримує рожевий лист від леді Чілтерн з проханням про допомогу, який може бути трактований як любовний. Візит сера Роберта, який шукає дружньої підтримки, відволікає лорд Ґорінґа від листа. Між тим несподівано приходить пані Чівлі (дворецький помилково прийняв її, як жінку, яку очікує Ґорінґ і проводить її у вітальню). Тут вона знаходить лист леді Чілтерн. Сер Роберт, побачивши місіс Чівлі у вітальні, гадає, що колишні коханці насправді не колишні, і вибігає з дому.
Місіс Чівлі робить пропозицію лорду Ґорінґу: стверджуючи, що любить його як і раніше, вона пропонує для обміну лист сера Роберта за шлюб з Ґорінґом. Той звинувачує місіс Чівлі в оскверненні любові, в перетворенні її на предмет банальної угоди і в руйнуванні шлюбу Чілтернсів. Потім він несподівано показує дамі діамантову брошку, щоб виявити, як вона потрапила до Чівлі: виявляється, що та вкрала її у двоюрідної сестри. Щоб уникнути арешту, Чівлі повинна віддати лист Ґорінґу. Але з бажанням помсти Чівлі краде лист леді Чілтерн до Ґорінґа і планує відправити його серу Роберту. Місіс Чівлі виходить з будинку з тріумфом.
Заключний акт, який відбувається на Гросвенор-сквер, стає щасливим кінцем. Лорд Ґорінґ пропонує Мейбл руку й серце і вона погоджується. Подружжя Чілтерн з'ясовують стосунки та врешті миряться.

## Видання українською мовою
Ідеальний чоловік ; Як важливо бути серйозним / переклад Олекси Негребецького. — К. : Знання, 2014. — 222 с. — ISBN 978-617-07-0202-9